# Lorenzo de las Llamosas
Lorenzo de las Llamosas es un escritor, nacido en el virreinato del Perú alrededor del año 1665, y cuyo rastro desaparece en el año 1705. Escribió obras de teatro, zarzuelas, panegíricos y un tratado sobre la educación de príncipes. Tuvo también conocimientos militares y participó por lo menos en una campaña militar en España, donde perteneció a la Corte del Rey.

## Biografía
Lorenzo de las Llamosas nació probablemente en el año de 1665 en Lima o en Arequipa o en el Cuzco y a partir del año de 1705, luego de salir de la cárcel de Valladolid y desde la fecha de su último libro conocido, el Pequeño panegírico.., Paris, 1705, se pierde todo rastro suyo. Su biografía es reducida en datos y carecemos casi completamente de referencias; las que sobre él existen, algunas incompletas y otras dudosas, provienen en su totalidad de los estudios realizados por el investigador peruano Guillermo Lohmann Villena. 		
De su obra literaria conocemos siete libros -3 de teatro en verso, 3 de prosa y un panegírico en verso- amén de una carta y unas octavas reales consagradas al homenaje póstumo que se rindió a Sor Juana Inés de la Cruz, en una publicación hecha en Madrid, en 3 t. el año de 1701.
De modo pues, que sus trabajos literarios cubren los 16 años que van desde 1689 hasta 1705, y que son presumiblemente los años finales de su vida.
La crítica literaria peruana no ha prestado la necesaria atención a la obra de este escritor. Luis A. Sánchez y José de la Riva Agüero, no lo mencionan en sus estudios literarios; tampoco lo hace don Ricardo Palma, quien se caracteriza por dejar muy pocos rincones literarios sin estudiar. En cambio Augusto Tamayo Vargas sí le presta atención y también el general Manuel de Mendiburu que lo incluye en su Diccionario biográfico-histórico y, por supuesto, existe el libro que le dedica el P. Rubén Vargas Ugarte S.J. que tantas veces se mencionará en este trabajo y que es la única edición existente, que contiene algunos de los textos de Llamosas, aunque estos estén mutilados y se le atribuya la paternidad del poema Demofonte y Filis, lo que hoy en día no puede ser sostenido. Sin embargo en la actualidad se está valorizando su obra y así lo demuestra su inclusión en dos modernas Antologías, una de poesía y la otra de teatro.
En Lima, Llamosas escribió de acuerdo a su propio dicho y a la edad de 20 años, en 1685, un panegírico a Carlos II por pedido de su protector el virrey Duque de la Palata, texto que se ha perdido. Igualmente en esta capital escribió la zarzuela También se vengan los dioses, en tanto que el resto de su obra fue escrita en España.
Llamosas partió de Lima en el séquito del virrey Duque de la Palata con dirección a Madrid, adonde solo llegó el autor, ya que el virrey falleció en Panamá. Una vez en la metrópoli, se integró a la corte, escribió libros, se dedicó al ejercicio de las armas participando en la desastrosa campaña contra los franceses en Cataluña. Viajó hasta por dos veces, y en ambas extensamente por Europa, dedicado a menesteres de armas y al aprendizaje de idiomas.
Durante la época de Llamosas se sucedieron en el gobierno de España: Felipe IV (1621-1665), Carlos II (1665-1700) y Felipe V (1700-1756), en tanto que al frente del Virreinato del Perú estuvieron don Melchor de Navarra y Rocafull, duque de la Palata (1681-1689) y don Melchor Portocarrero Lasso de la Vega, el Conde de la Monclova (1689-1700).
Felipe IV dejó el gobierno de su Reino en manos de Gaspar de Guzmán, el Conde-duque de Olivares, durante el cual España perdió la guerra de los Treinta Años y además cedió importancia en el concierto europeo; le sucedió su hijo, Carlos II, que fue el último de la dinastía de los Austria, y que dio probadas muestras de incapacidad para gobernar, perdiéndose el Reino de Portugal, que se independizó. Ante la ausencia de descendencia real, la Corona española pasó a la dinastía de  Borbones, el primero de los cuales fue el duque de Anjou, en España: Felipe V.

## Obra
En la primera mitad del siglo XVI la literatura de carácter didáctico, que es la que con mayor entusiasmo va a desarrollar Llamosas, florece con mucha fuerza en España. Son muestra de ello Alonso Herrera, Juan López de Vivero y Francisco López de Villalobos; así mismo la obra del jesuita P. José de Acosta, español que vivió 17 años en América trabajando como misionero y que produjo un trabajo capital: Historia natural y moral de Indias.
Fr. Antonio de Guevara, luego Antonio Pérez y el jesuita Pedro de Rivadeneyra, y finalmente Diego Saavedra Fajardo, continuaron con esta tradición de literatura didáctica ya en el siglo XVII. Hay pues una larga y clara precedencia en cuanto a la utilización del medio literario como forma de educación, lo cual será recogido por Llamosas a través de sus obras en prosa: moralizadoras y didácticas.
El teatro en la primera mitad del siglo XVI no es todavía un teatro de índole popular y deriva hacia la imitación de los modelos clásicos, postergándose así la aparición de un genuino teatro español, basado esencialmente en lo popular, haciendo de esta manera posible el que sea gustado por un auditorio amplio. 
El siglo XVII es ciertamente el Siglo de Oro de la literatura española. Miguel de Cervantes, Lope de Vega, Tirso de Molina, el P. Juan de Mariana, Luis de Góngora, Francisco de Quevedo, Baltasar Gracián, el mexicano Juan Ruiz de Alarcón y Pedro Calderón de la Barca, forman lo esencial de este tiempo privilegiado de la inteligencia y el arte españoles.
Durante este siglo hay en España una gran influencia literaria de Italia y se da el inicio del barroco como tendencia general en el mundo cultural, escindido en España en sus dos ramas más aparentes: conceptismo y gongorismo.
En América este siglo es todavía propicio a seguir los modelos clásicos: Ariosto, Tasso, Virgilio; y es el de la aparición de escritores como Juan Ruiz de Alarcón y Sor Juana Inés de la Cruz en México, y en el Perú Juan de Espinosa Medrano, el Lunarejo.
También en este siglo, Europa se encuentra al final de varias de las guerras religiosas que se iniciaron con la Reforma. La unidad europea que en gran parte estaba garantizada por la institución monárquica de la familia de los Habsburgo, de origen alemán y con una rama en Austria y otra en España, se pierde debido al surgimiento de la idea de las nacionalidades y al fuerte apoyo del Cardenal Richelieu a las monarquías protestantes, para enfrentar a los tradicionales enemigos de Francia, los reyes católicos españoles.
En la época en la que Llamosas desarrolla sus trabajos, el gongorismo se asienta en América sobre todo desde que Juan de Espinoza Medrano, el Lunarejo (1632-1688) escribe su Apologético en favor de don Luis de Góngora a quien había tratado desdeñosamente el portugués Manuel de Faria e Sousa (1590-1649) en su elogio al poeta lusitano Luis de Camoens. Cabe señalar que el escrito de Faria es de 1627 y la contestación o refutación de Espinoza es de 1662 (Faria ya estaba muerto en esta fecha y Espinoza aún no había nacido, cuando el portugués publicó su trabajo). Juan de Ayllón, franciscano limeño, nacido en los primeros años del 1600 publica en 1630 su "Poema de las fiestas que hizo el convento..." y que es una de las primeras y mejores expresiones del gongorismo americano. Ya está dicha la importancia del Lunarejo para esta corriente literaria, la que continúa en los trabajos de los hermanos León Pinelo hasta llegar a los integrantes de la Academia palatina del virrey Duque de la Palata, de principios de los años 1700 y en la cual destaca entre otros don José Bermúdez de la Torre y Solier, y finalmente termina con las obras de don Pedro de Peralta y Barnuevo y don Luis Antonio de Oviedo, el conde de la Granja, como exponentes mayores del estilo gongorino: abundancia de latinismos y gran número de metáforas, trasposiciones y neologismos.
En la literatura virreinal peruana se pueden destacar los siguientes poemas, como los mejores y al mismo tiempo los más representativos de sus autores y de su época:
- La Araucana, publicada la primera parte en 1569, la segunda en 1578 y la tercera en 1589; de Alonso de Ercilla.
- El Arauco domado, en Lima, 1596, impreso por Antonio Ricardo; de Pedro de Oña.
- La Cristíada, en Sevilla, 1611, impresa por Diego Pérez; del dominico Diego de Ojeda (a quien Luis A. Sánchez y A. Tamayo Vargas llaman Hojeda, siguiendo la grafía de la época).
- Armas antárticas, en los primeros años del 1600; poema inconcluso de Juan de Miramontes y Zuázola.
- Lima fundada, en Lima, 1732; de don Pedro de Peralta.
- Poema sacro, en Lima,1717 y Vida de Santa Rosa, en Madrid, 1712; ambos poemas de don Luis A. de Oviedo, el conde de la Granja. Destacan además, autores menos conocidos por el público y no por su falta de méritos literarios sino por haber permanecido inéditos hasta hace muy poco tiempo, en manuscritos de difícil por no decir imposible acceso: el largo y bello poema "La pasión y muerte de nuestro redentor y señor Jesucristo", del mercedario fray Francisco del Castillo O.M.,[5] "Telémaco en la isla de Calipso", exquisito poema de don José Bermúdez de la Torre y Solier[6] y Demofonte y Filis, poema de autor anónimo que, haya sido o no haya sido, copiado del anterior, tiene una existencia literaria valiosa.

### Teatro
Es una zarzuela, es decir una composición literaria y musical, con una loa y un sainete, del mismo autor. Escrita en homenaje al hijo del virrey Conde de la Moncloa, don Melchor Portocarrero Laso de la Vega, se conserva en manuscrito. En la dedicatoria al Virrey, que está escrita en prosa, se incluyen unos pocos versos.
En la loa se desarrolla un diálogo entre México y Lima, en memoria de las dos ciudades en donde ha ejercido autoridad el virrey y se puede notar que el escenario dispuesto por el autor es muy grande y fastuoso por la gran cantidad de maquinaria que se necesita para variar el escenario y también para hacer volar a los personajes, cuando deben hacerlo, por el aire. Esta característica escénica se repetirá en todas sus obras teatrales, las cuales por estar destinadas a festejos reales seguramente no tenían limitaciones de gasto.
La comedia-zarzuela se desarrolla en dos jornadas, y en ella Apolo y Venus disputan entre sí para favorecer los amores de unos pastores que se enamoran y entrecruzan sus amoríos entre ellos; el elemento cómico está asegurado por los parlamentos del personaje denominado Cuervo, cuyas intervenciones, coloquiales la mayoría de ellas, pone el elemento popular y de frescura espontánea, que contrasta con el habla ampulosa y recargada, a fuer de gongorina, de los demás personajes.
Entre estas dos jornadas se intercala el sainete "El astrólogo", en el que este personaje adjudica a jóvenes pastores de ambos sexos que le consultan, la ubicación que les corresponde dentro de los signos zodiacales, como manifestación de su suerte futura. 
Hay que advertir en lo tocante a esta obra, que ha sido ya publicada por el P. Vargas U. en su libro "Obras" de Llamosas que su texto en esa edición equivale a la mitad del que presentamos aquí, el cual ha sido tomado del manuscrito original, y esto debido sobre todo a que los parlamentos del personaje Cuervo han sido suprimidos casi en su totalidad. Este personaje utiliza términos como: volaverunt, denantes, por diez (equivalente a, por Dios), voto a tristo (voto a Cristo), vive diez (vive Dios), y frases como :"de presente te la pega/con un esposo futuro/", "que es muy moza para suegra".
"Amor, industria y poder", otra de sus obras teatrales, es "una fiesta real, representada y cantada", tal como lo dice la portada del libro editado en Madrid, en 1692.
Llamosas es el autor tanto de la loa como de la comedia, en dos jornadas. Nada se nos dice sobre la autoría del entremés, baile y fin de fiesta, que junto con la loa y las dos o tres jornadas de la comedia, formaban las seis o siete partes de que se componía habitualmente una representación escénica de esos tiempos.
La loa consiste en una escenificación que a pesar de su corta duración exige una maquinaria teatral muy grande y elaborada, para así poder trasladar a los dieciocho intérpretes en escena y efectuar sus desplazamientos suspendidos en el aire.
Aparece el Tiempo, que representa las tres edades posibles: pasado, presente y futuro; luego, 12 actores que son las doce horas que tiene el día y cada uno de ellos es portador de una letra con las cuales formar CARLOS SEGUNDO, pero como las letras del nombre son trece y no doce, la O final tiene el carácter de resumen de todo, por ser un círculo, que es la imagen de la perfección. Se trata pues de una alegoría bastante bien lograda del tiempo en abstracto en relación con la duración del tiempo concreto de una persona determinada.
La comedia, que por la música que contiene es más bien una zarzuela, tiene como motivo central un tema mitológico: el robo de Europa, hija del rey de Fenicia, por Júpiter bajo la forma de un toro que la lleva a Creta, donde nace el hijo de ambos, Minos, rey de Creta cuya esposa Parsífae será la madre del Minotauro. Para que el tratamiento mitológico del argumento quede bien definido se refiere también el episodio de Leda y el cisne, en el cual Júpiter esta vez bajo la forma de un cisne tiene una relación amorosa con Leda, fruto de la cual nacerán Cástor y Pólux.
El final de esta comedia-zarzuela, que al igual que su loa hace uso de una gran maquinaria escenográfica, proporcionando a su Real homenajeado un espectáculo de gran fausto y dimensiones, nos presenta a Júpiter convertido en un toro blanco raptando a Europa y llevándola a Creta. En esta obra intervienen dos personajes con el carácter de graciosos: Gazapo y Alcornoque, en vez de ser uno solo con esta característica. Entendemos que la conquista de Europa ha sido posible por la unión de industria, amor y poder.
La comedia "Destinos vencen finezas", es también una zarzuela y su autor la denomina: fiesta, ya que está dotada de música por el maestro D. Juan de Navas, cuyo nombre figura en la portada del libro al lado de la del autor del texto.
La obra está dedicada al Rey don Carlos II en el día de su onomástico del año 1698 y también a su esposa doña Mariana de Baviera, y se representó en el palacio real por las dos compañías de teatro que en ese momento estaban asignadas al palacio.
En la carta con que se inicia el libro, que está dirigida a don Juan Francisco de Castelvi, Marqués de Laconi, quien es el funcionario palaciego a cargo de la organización de las festividades en homenaje al Rey, Llamosas confiesa que "nada aborrecía más mi genio que escribir comedias, como lo ha acreditado en seis años mi retiro"; se refiere a los seis años transcurridos desde que escribió su comedia-zarzuela: Amor, industria, poder en 1692 y también representada con motivo del onomástico de Carlos II en ese año, pero como aprovechado hombre de corte que es, no deja Llamosas pasar la oportunidad para ensalzar al Marqués de Laconi, evidentemente su protector, recordando desde los orígenes a su familia en Borgoña, donde Castelvi fue capitán de guardia del Rey de Francia, Enrique IV y desde ese momento expone toda su genealogía hasta los tiempos presentes.
Esta alabanza genealógica la termina Llamosas con una frase en la que se puede adivinar una carga de ironía: "ceso, por hacerle a usted la lisonja de no elogiarle".
Por fin, y antes de comenzar la comedia o fiesta, participa Llamosas al lector en una apretada síntesis sus actividades de los últimos años en que no ha escrito comedias, pero ha utilizado su tiempo en viajar: dos veces a Italia, y también a Inglaterra, Holanda, los países bajos [una de estas dos últimas referencias debe ser hecha a lo que hoy es Bélgica] y Francia. Cuenta también que solo ha tenido tres días para escribir esta pieza, a la que luego hubo que ponerle música y ser estudiada para su representación; también nos dice que la duración no debía exceder de las dos horas y media, con loa, entremés, baile y fin de fiesta.
Las listas de personajes que intervienen tanto en la loa como en la comedia, que tiene tres jornadas y en el baile, tienen la particularidad de recoger los nombres de las actrices y actores que interpretaron los papeles en esa ocasión. Al final del libro nos encontramos con la salvedad que no se imprime el fin de fiesta, por no ser del mismo autor.
El argumento de la comedia está sustentado en la relación amorosa truncada de Dido con Eneas, en la ciudad de Cartago. Al fin, la intervención adversa de los dioses hace fracasar estos amores y por orden que lleva Mercurio, el mensajero de los dioses, se le conmina a Eneas a que junto con sus compañeros parta sin decirle nada a Dido. Esta es también la razón del título de la obra, Destinos vencen finezas, es decir, que la compleja maquinaria de la voluntad de los dioses impide a Eneas proceder con la urbanidad debida al separarse de Dido sin una despedida. En las líneas finales de la pieza, Dido otorga su mano y con ella su reino, a Yarbas.
Esta es una singularidad del autor, ya que la mitología afirma en cambio que Dido prefirió la muerte antes que casarse con Yarbas.
El baile, intercalado, que lleva el nombre de baile del bureo es una escenificación burlesca en la que se critican los hábitos burocráticos (de allí el nombre de bureo) que existían en la corte de Madrid. Los nombres de los seis personajes, pueden ser hombres o mujeres, así lo señala el autor, que intervienen son: paneteria, cava, frutería, santeria, confitería y ceretia, nombres que deforman los oficios que llevan a cabo.
Estas tres comedias, las únicas obras teatrales que produjo nuestro autor, son todas ellas fruto de compromisos palaciegos y de carácter cortesano, complaciente; sin duda, son los medios de que disponía Llamosas, un indiano en la corte de Madrid, para escalar posiciones y buscar un lugar en España. Por esta necesidad impuesta a su producción literaria, entendemos que recurriera al depósito casi infinito de la mitología clásica, donde siempre se encuentran historias que contar, interesantes y conocidas por el público de la corte, el cual se preocupaba más que por lo que va a ocurrir, por el modo en que esto será presentado.

### Poesía
Las únicas dos composiciones de índole poética son las Octavas a Sor Juana Inés de la Cruz y el Pequeño panegírico..., teniendo por cierto que Demofonte...no le pertenece, y es obra de un autor que permanece anónimo hasta nuestros días y que las tres obras de teatro en verso que escribió Llamosas no tienen contenido poético, sino que fueron escritas de compromiso y en verso.
En las Octavas reales escritas por Llamosas ante el pedido de participar en el homenaje póstumo que se rindió a la musa de las letras, la mexicana Sor Juana Inés de la Cruz, mediante un libro que se publicó en Madrid en tres tomos, se nota simplemente el tono elegíaco que debía tener la composición y los deseos de colaboración literaria del autor peruano.
Para la publicación del Pequeño panegírico..., Llamosas, que ha salido ya de la cárcel de Valladolid evidentemente, se ha dirigido a París y allí por intermedio del embajador español ante la corte de Luis XIV, el duque de Alba, le pide a este que interceda ante el Rey francés para que acepte su ofrenda, que quiere realizar en forma de libro. Este libro y sus circunstancias son lo último que sabemos de su autor: él sale de la cárcel en 1704 y en marzo de l705 se imprime este libro en París, gracias a sus gestiones.A partir de este momento se pierden definitivamente sus huellas.
El autor dirige al inicio del libro un breve texto en prosa al Rey francés alabándolo y luego vienen las 42 octavas del panegírico (hay que señalar una vez más que en el libro del P. Rubén Vargas U. Obras de Llamosas se publican solo l6 octavas y sin los prolegómenos); su texto es de tono encomiástico, cortesano, aúlico y en determinado momento toca lo desaforado cuando dice que así como Dios envió a la segunda persona de la Santísima Trinidad, a Jesucristo al mundo, así Luis XIV envió al segundo de sus tres nietos, el duque de Anjou a España, para ser coronado como Felipe V. Excesos de Llamosas, estos de comparar a un rey con Dios. Sin embargo esta comparación de Felipe V con Jesucristo, tiene antecedentes en la literatura española; el poco conocido poeta Antón de Montero se refirió así a la Reina Isabel I de Castilla, la Reina Católica:
Alta reina soberana/ si fuerais antes vos/ que la hija de Santa Ana,/ de vos el Hijo de Dios/ recibiere carne humana. 
El "Manifiesto apologético" fue escrito por Llamosas a la mayor gloria de su protector, el virrey Duque de la Palata, don Melchor de Navarra y Rocafull. El mismo autor señala las tres partes de su obra: una alabanza al Duque de la Palata, la relación de los aciertos de su gobierno en el Perú y las materias a que estos se aplicaron, y una oración fúnebre a su valedor, que murió en Panamá camino de España y cuyas cenizas reposan en la iglesia de Portobelo.La primera y la tercera parte son de compromiso y no tienen mayor trascendencia; lo interesante aparece en la segunda parte, en el inventario de los hechos del gobierno del Virrey.
En esta parte de su trabajo se ocupa Llamosas del Patrimonio Real -formado por el Real Patronato y la Real Hacienda- las minas y las mitas de trabajo, el comercio y finalmente habla del pueblo, colectividad invisible. Estas cuatro partes de su exposición son comparadas por el autor con los cuatro elementales: aire, agua, tierra y fuego. El lenguaje utilizado es muy rico en comparaciones, metáforas e imágenes de corte poético; a pesar de lo cual y contra la tendencia de su época, el estilo literario es bastante directo, útil para el objetivo de ser un memorial descriptivo de las obras realizadas por el gobernante en su Virreinato.
El otro texto en prosa, la "Ofrenda política" es un libro didáctico destinado a la instrucción de la juventud y en este caso concreto al hijo de los Marqueses de Jódar, que a la sazón contaba diez años de edad. El libro se dirige primero a su valedor ofreciéndole su trabajo; vienen luego la aprobación, la licencia para que el libro se imprima por no contener desmedro para la religión cristiana ni para la Corona de España, una segunda aprobación que en realidad es una recomendación de lectura, la corrección, el privilegio y la tasa. 
A continuación una carta del P. Blas López en la que encomia al autor y en donde también comenta sus impresiones ante la excepcional capacidad de memoria de Llamosas, que se puso a prueba en su presencia cuando repitió 2 000 palabras sueltas en orden y luego empe-zando por la última hasta la primera las repitió también por su orden inverso y finalmente otra vez las 2 000 palabras en su orden inicial, sin cometer ningún error ni en las palabras ni en su orden; acto continuo y aludiendo a sus cualidades de versificador relata la prueba que él presenció: se le dio a Llamosas una octava y además 16 asuntos distintos, entonces él dictó a 16 personas, componiendo 8 octavas con cada uno de los versos de la octava que le había sido propuesta y además dictó 4 octavas y 4 sonetos completando así las 16 composiciones en verso, todas las cuales fueron de feliz factura, y lo cual se realizó en el lapso de tiempo necesario para decirlo y escribirlo, de corrido.
Todavía hay más cartas laudatorias para el autor: de don Juan Mujica quien responde así al pedido de Llamosas de opinar sobre su obra y de don Nicolás de Paredes y Armendáriz, Oidor de la Audiencia de Lima, quien le ruega que publique su obra. Finalmente nos encontramos con la censura de fray Matías de Burgos, y después de "una advertencia al que leyere" y de una Introducción, entra el autor en materia ofreciendo sus consejos a sus alumnos, los que están en la línea de las recomendaciones que se hacían a los jóvenes que estaban destinados a ser "príncipes", es decir a tener mando en mayor o menor grado dentro de la estructura de poder de la Corona.
El manuscrito de "Reflexiones sobre... Asuero Artajerjes Longimano...", contiene en sus 222 folios una serie de apuntes y en todo caso lo que parece ser una primera redacción de un libro, dividido en tres capítulos a los cuales corresponden otros tres de reflexiones, que se alternan con la misma numeración en forma bastante desprolija. Se basa en la historia bíblica de Ester contenida en el Antiguo Testamento y que el autor afirma querer contar a imitación del Marco Bruto de Francisco de Quevedo. El texto de Llamosas sigue fielmente en sus grandes líneas al texto de la Biblia: el pueblo judío es conquistado por los babilonios de Nabucodonosor y después cae en poder de los persas, quienes los reparten entre sus ciudades de Susa y Persépolis; entre estos judíos se encontraban Mardoqueo y su sobrina Ester. En el Imperio persa reinaba en este tiempo Asuero, sobre las 127 provincias que comprendía un inmenso imperio que se extendía desde Etiopía hasta la India; Asuero (nombre bíblico), Jerjes (nombre de su traducción al griego) o Artajerjes Longimano (como lo llama Llamosas) celebra un festín que dura varios días y durante el transcurso de éste, envía a sus eunucos para que traigan ante su presencia a su esposa, la reina Vasti, quien debía hacerlo luciendo su corona. La reina se negó y Asuero montó en cólera y la depuso, convocando después a que se presentaran ante él las jóvenes vírgenes que existieran en su Imperio, entre las que escogería a una de ellas como a su nueva consorte. Ester fue la elegida por Asuero; poco tiempo después el tío de ella, Mardoqueo, descubre un complot para matar al rey, lo denuncia y los conspiradores son colgados. A todo esto entre el visir Amán y el judío Mardoqueo existía una manifiesta animadversión nacida seguramente de la altivez del tío de Ester cuando se encontraba con el visir en público y la forma que tenía de saludarlo. Amán abusando de su poder político convence a Asuero de matar a todos los judíos, señalándolos como peligrosos para el estado, y asegurando de esta manera su venganza sobre el tío de Ester. Al llegar a este estado de cosas, Mardoqueo pide a Ester que interceda ante el rey para salvar a su pueblo, y ella, después de algunas vacilaciones, lo hace con éxito; se salva el pueblo judío y Amán es ejecutado.
Las figuras de Mardoqueo y de Ester, parecen ser legendarias, ya que carecen de confirmación histórica independiente. El mismo Libro de Ester, incluido en el Antiguo Testamento, es muy discutido por los teólogos, ya que su contenido se acerca más al de una novela que a un libro de carácter religioso; debe indicarse también que los rollos encontrados en el mar muerto, contienen referencias a todos los libros de la Biblia, con excepción del de Ester.
La única carta de Llamosas está fechada el 15 de julio de 1698, en la ciudad de Bruselas y dirigida a don Sebastián Fernández de Medrano, director de la Academia matemática del ejército de Flandes. Esta carta, larga y con los muchos florilegios, adornos y las alabanzas que exige el estilo cortesano, tiene por finalidad... solicitarle a tan afamado matemático su último libro sobre esta materia. En el decurso de la carta le hace Llamosas un brevísimo resumen de su vida, desde su nacimiento en América y el viaje a España emprendido bajo la protección del Virrey Duque de la Palata hasta su llegada a Madrid, y luego sus dos viajes por la Europa hispánica, abocado a actividades militares haciendo además una minuciosa lista de todas las ciudades que ha visitado: las islas españolas en el mar Mediterráneo, Génova, Nápoles y Roma, Londres, Róterdam, Leyde, Ámsterdam, Utrecht, Bruselas y París.
Párrafo aparte merece la cuestión relativa al hermoso poema "Demofonte y Filis", que viene a ser la parte central de la publicación que le dedica el P. Vargas U. en su libro ""Obras" de Llamosas, atribuyéndole la autoría de esta composición. El poema Demofonte y Filis tiene una gran semejanza, que excede largamente de lo casual o de la procedencia de fuente anterior en común, con el poema de José Bermúdez de la Torre y Solier: "Telémaco en la isla de Calipso". 
Ciertamente desde el estudio que le dedicó Eduardo Hopkins al poema de Demofonte y Filis, ha quedado muy en claro que no existe ningún argumento que se pueda aportar para atribuirle este poema a Llamosas, y por lo demás es muy factible que el Telémaco... de Bermúdez haya servido de modelo para que el anónimo autor de Demofonte... lo siga casi al pie de la letra. El manuscrito de Telémaco...se encuentra en la Biblioteca Nacional del Perú, en Lima, bajo la signatura C 1658 ms. y lleva la fecha de 1728; en tanto que el P. Vargas U. en su descripción de los códices que contienen el Demofonte... que él publica, solo nos da la fecha de uno de ellos, la de 1730.
Llamosas escribió lo fundamental de su obra en prosa y no en verso; los que produjo, sean estos en honor de Sor Juana Inés de la Cruz o en sus obras teatrales en verso, lo son de compromiso y por si fuera esto poco, lo dice textualmente el mismo autor en la Introducción de su Ofrenda política, en el sentido de que se inclina más a escribir prosa que versos, a los cuales "los miro menos apreciables en este siglo y más opuestos a mi genio". Estamos seguros que no diría tal, quien fuera el autor de un poema tan excelente como es el de Demofonte y Filis, que a la fecha debe ser tenido como de autor anónimo.
Demofonte... es un poema de asunto mitológico que se deriva de los hechos que se relatan en la Ilíada; Homero nos cuenta en esta epopeya el rapto de Helena, esposa del rey de Esparta, por Paris, hijo del rey de Troya. Para recuperar a Helena se forma una confederación de Reyes y de Príncipes griegos, que asedian la ciudad de Troya durante una década, hasta que gracias al ardid del caballo de madera, logran tomar la ciudad por asalto desde el interior de ella. La Ilíada nos relata los acontecimientos de los últimos días de esta guerra y el triunfo final de los griegos.
Demofonte es hijo del Rey de Atenas y uno de los Príncipes de la confederación; terminada la guerra, vuelven los triunfadores a su patria y en esta travesía la nave de Demofonte se hunde y el náufrago llega a la región de Tracia, donde reina la Princesa Filis, a quien corteja y con la que luego se casa. Transcurrido algún tiempo, Demofonte debe ir a Atenas y allí se demora más de lo previsto y de lo que le había prometido a Filis, de regresar sin tardanza a su lado; ésta, desesperada, se ahorca en un árbol de almendro. A estos hechos mitológicos se suma la imaginación popular que quiere que el almendro florezca cuando Demofonte llora abrazado a él la muerte de su esposa, o la conseja que transforma al esposo de la muerta, en hiedra que se adhiere al almendro.
El autor se revela como un lector atento y entusiasta de Virgilio y particularmente de la Eneida. Ahí están para demostrarlo la tormenta con que se inicia el poema Demofonte... que es igual a la que se desencadena en el primer libro de la Eneida (en éste, la responsable es Juno y en el otro, Venus); la Princesa Filis es remedo fiel de la Reina Dido y ambas caen en una relación amorosa con el héroe del poema respectivo, y ambas igualmente desdeñadas, ponen fin a sus días.
Esta concepción poética, de origen marcadamente libresco no llega a encontrar en su camino el hálito de lo popular, de lo espontáneo, y sin embargo dentro del gongorismo que en general aflige a la época y en particular también a este poema, se advierten momentos muy logrados de musicalidad y bien decir del autor, poeta a carta cabal y con sobrado oficio de versificador además.